# Doreen Jacobi
Pour les articles homonymes, voir Jacobi.
Doreen Jacobi, née le 28 février 1974 à Potsdam en Allemagne de l'Est, est une actrice allemande.

## Filmographie
- Alerte Cobra (1998-2009) TV : Carmen Winkler / Bettina Fürst
- Braqueurs d'hiver (Zwölf Winter) (2009) TV : Sabine
- Le Mari de mon amie (Ich liebe den Mann meiner besten Freundin) (2008) TV : Marie Weiß
- U-900 (2008) : Eva Strasser
- Unschuldig (2008) TV : Dr. Gabi Schuck
- Tatort (2007) TV : Corinna Becker
- Deux mariages et un coup de foudre (Zwei Bräute und eine Affäre) (2006) TV : Michelle Keller
- Alerte au crocodile! (Zwei zum Fressen gern) (2006) TV : Ann
- À fleur de peau (Vanessa Kramer und der rote Skorpion) (2005) TV : Vanessa Kramer
- Macho im Schleudergang (2005) TV : Andrea
- Wer ist eigentlich... Paul? (2005)
- Mein Vater und ich (2005) TV : Sissy
- Au secours, les beaux-parents débarquent! (Problemzone Schwiegereltern / Intimzone Schwiegereltern) (2004) TV : Annette Körnig
- Das allerbeste Stück (2004) TV : Lara Singer
- Die Schönste aus Bitterfeld (2003) TV : Marlene Meyer
- Motown (2003) : Diaz
- Un cas pour deux (Ein Fall für zwei) (2003) TV : Carla Becker
- Das beste Stück (2002) TV : Lara
- Flitterwochen im Treppenhaus (La clef de ton cœur) (2002) TV : Dorkas
- Le parfum de la trahison (Die Frau, die Freundin und der Vergewaltiger) (2001) TV : Anne Maybach
- Die heimlichen Blicke des Mörders (2001) TV : Bea Moll
- Der Ermittler (2001) TV : Susanne Merz
- Todeslust (2001) TV : Vanessa Kramer
- Der Runner (2000) TV : Anna
- Anna H. - Geliebte, Ehefrau und Hure (2000) TV : Anna Heller
- Die Singlefalle - Liebesspiele bis in den Tod (1999) TV : Katherin Schmidt
- St. Pauli Nacht (1999) : Steffi
- Die Stunde des Löwen (1999) TV : Bibi von Ohlen
- Atemlose Liebe (1999) TV : Anna Beck
- Helicops (HeliCops - Einsatz über Berlin) (1998-1999) TV : Jenny Harland
- So ein Zirkus (1998) TV : Jutta Stolz
- Angel Express (1998) : Tanja
- Silvester Countdown (1997) : Anja L.
- Lexx (1997) TV : Wist
- Der Kapitän (1997) TV : Anita Harmsen
- Geisterstunde : Fahrstuhl ins Jenseits (1997) TV
- Unser Lehrer Doktor Specht (1993-1995) TV : Pauline Quant
- Liebling Kreuzberg (L'avocat) (1994) TV